# Caraiman-Spitze
Die Caraiman-Spitze ist ein 2384 m hoher Gipfel im Bucegi-Gebirge (Munții Bucegi) in den rumänischen Südkarpaten (Carpații Meridionali). In dem östlichen Bergmassiv der Transsilvanischen Alpen ist der Berg einer der höchsten, bekannt wegen des Crucea Eroilor-Denkmals (zu deutsch: Heldenkreuz), unter dessen Gipfel sich die Kleinstadt Bușteni im Nordosten des Kreises Prahova befindet.

## Das Crucea Eroilor-Monument
Das Crucea Eroilor-Denkmal, ein 31 Meter hohes und 15 Meter breites Kreuz, das auf einem 8,3 Meter hohen Sockel in der Nähe der Caraiman-Spitze steht,(⊙) befindet sich auf einer Höhe von 2291 m und steht unter Denkmalschutz. Das Denkmal wurde von 1926 bis 1928 errichtet und ist nach unterschiedlichen Angaben den gefallenen Soldaten aus dem Prahova-Tal im Ersten Weltkrieg, oder da es am 14. September 1928 eingeweiht wurde, der Kreuzerhöhung (Ziua Sfintei Cruci), gewidmet. Zur Zeit der Sozialistischen Republik sollten die Seitenarme des Kreuzes abgebaut und ein roter Stern aufgesetzt werden.
Wegen der nahe gelegenen Seilbahnstation, etwa zwei Stunden entfernt, und dessen Aussichtspunkt auf das Prahova-Tal ist das Monument ein touristischer Anziehungspunkt. Das Kreuz ist zudem mit Glühlampen ausgestattet, sodass es auch nachts zu sehen ist. Seit 2013 wurde es in das Guinness-Buch der Rekorde aufgenommen und ist somit das größte Gipfelkreuz dieser Art der Welt.

## Bilder

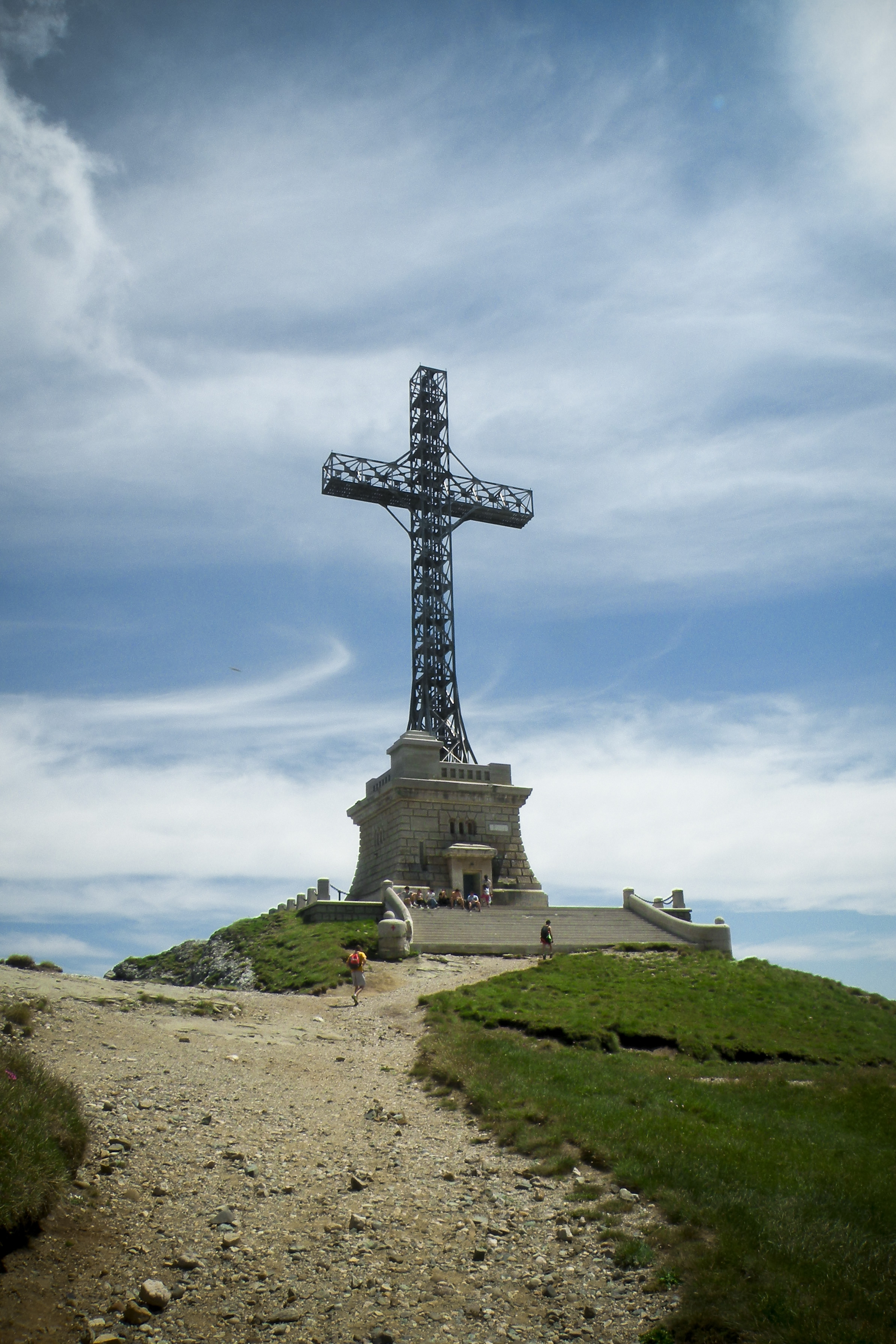
Das "Crucea Eroilor"-Denkmal
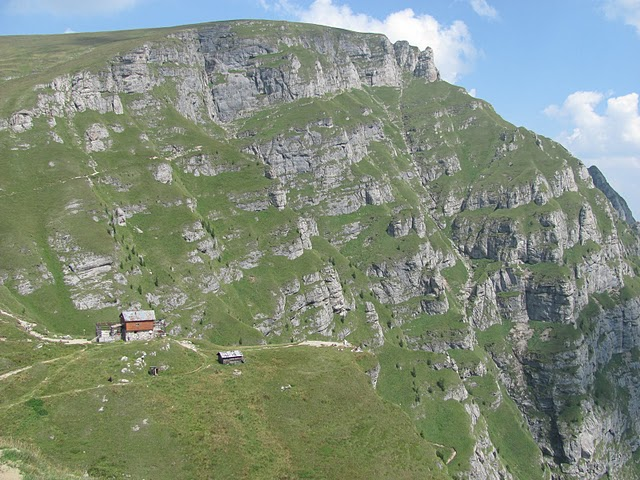
Berghütte am Caraimanmassiv
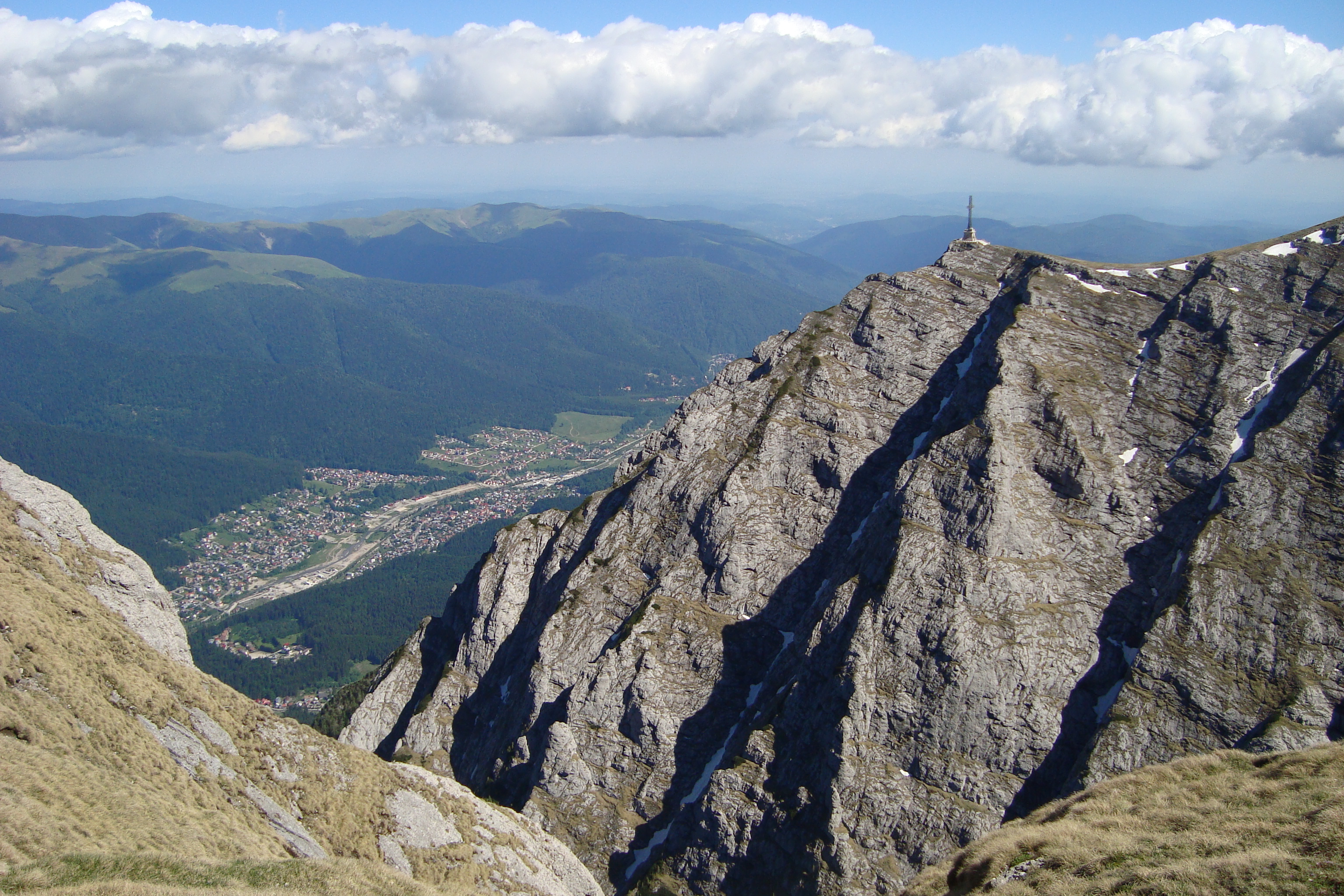
Blick auf das Gebirgsmassiv, das Prahova-Tal und Bușteni